# Тахтаулівська волость
Тахтаулівська волость — адміністративно-територіальна одиниця Полтавського повіту Полтавської губернії з центром у селі Тахтаулове.
Станом на 1885 рік — складалася з 9 поселень, 11 сільських громад. Населення 5417 — осіб (2693 осіб чоловічої статі та 2724 — жіночої), 900 дворових господарств.

Старшинами волості були:
- 1900 року запасний старший писарь Спиридон Данилович Парасецький[2];
- 1904 року Федір Васильович Погрібний[3];
- 1913—1915 роках селянин Олександр Архипович Одарюк[4],[5].